# Custard Pie
«Custard Pie» es la canción que abre el sexto álbum  Physical Graffiti de la banda de rock inglesa Led Zeppelin, lanzado en 1975.

## Letra
La letra de la canción rinde homenaje a varias canciones de blues, específicamente a "Drop Down Mama" de Sleepy John Estes, " Shake 'Em On Down " de Bukka White y, en menor medida, "I Want Some of Your Pie" de Blind Boy Fuller.  Como muchas otras canciones del álbum, la letra está llena de dobles sentidos sexuales.

## Grabación
"Custard Pie" contiene un solo del guitarrista Jimmy Page, que se tocó a través de un sintetizador ARP y con el efecto de pedal wah-wah.  También cuenta con un clavinet eléctrico interpretado por John Paul Jones y un solo de armónica del vocalista Robert Plant.  La batería de Bonham es prominente a lo largo de la pista. 

## Interpretaciones en vivo
A pesar de haber sido ensayada para la gira norteamericana de Led Zeppelin de 1975, este tema nunca fue tocado completamente en vivo.  La banda interpretó brevemente una parte de la canción como parte de su set acústico durante un concierto en Houston (Texas), el 21 de mayo de 1977. Los tres miembros supervivientes de Led Zeppelin se reunieron con Jason Bonham sentado en la batería, en la recepción de su boda en 1990 para tocar una interpretación del tema de 20 minutos de duración.
En años posteriores, Robert Plant, como solista, incorporó parte de la canción al final de la versión en vivo de su canción, "Tall Cool One". Jimmy Page también realizó su propia versión en vivo en su gira Outrider. Page y Plant finalmente interpretaron la canción completa juntos en una ocasión en 1996 mientras estaban de gira respaldando su álbum No Quarter: Jimmy Page y Robert Plant Unledded . En 1999, Page volvió a interpretar la canción, esta vez durante su gira con The Black Crowes. Una versión de "Custard Pie" interpretada por Page y The Black Crowes se puede encontrar en el álbum Live at the Greek .

## Recepción
En una revisión retrospectiva de Physical Graffiti (Edición Deluxe), Jon Hadusek de Consequence of Sound calificó a "Custard Pie" como una "apertura animada" que "empieza la cara A con una insinuación obscena, con su solo de armónica de blues de cierre que da paso a "The Rover".  En otra revisión retrospectiva de Physical Graffiti (Edición Deluxe), Brice Ezell de PopMatters calificó "Custard Pie" como una de las "mejores melodías de rock" de Zeppelin. 
El escritor de Ultimate Classic Rock, Michael Gallucci, clasificó a "Custard Pie" en el puesto 48 (de 92) en su lista de mejores canciones de Led Zeppelin.  Otro escritor de la UCR, Eduardo Rivadavia, calificó la canción como la séptima mejor del álbum y calificó el ritmo de "absolutamente masivo, del tamaño de un continente".  Un tercer escritor de la UCR, Sterling Whitaker, colocó la canción en el puesto 40 de su lista de las 50 mejores canciones de Led Zeppelin. Por otra parte también calificó el solo de guitarra de Page como "increíblemente extraño". 
La revista musical estadounidense Spin clasificó la canción en el puesto 62 en su lista de las mejores canciones de Led Zeppelin, calificándola como su tema de apertura más decepcionante, aunque "adecuadamente funky" y la "canción más entusiasta sobre el cunnilingus".  Vulture clasificó la canción en el puesto 57 en su ranking de mejores canciones de Led Zeppelin. También comentaron que estaban confundidos por qué la banda eligió abrir Physical Graffiti con "Custard Pie", y escribieron que la producción es "indiferente, carente de la sorprendente nitidez del mejor trabajo de la banda". 

## Personal
- Robert Plant - voz, armónica
- Jimmy Page - guitarras eléctricas
- John Paul Jones - bajo, clavinet
- John Bonham – batería, maracas